# Vildbjerg Kirke
Vildbjerg Kirke ligger i Vildbjerg, Vildbjerg Sogn i Herning Kommune (Viborg Stift).

## Bygningen
Kirken er i stor udstrækning bygget af materialer fra en tidligere romansk kirke i kvadersten. Det 28 m høje tårn har et ottekantet spir.

## Historie
Vildbjerg Kirke blev i sin nuværende udformning opført i 1905, hvor den erstattede en ældre kirke, der med stigende befolkningsgrundlag var blevet for lille. Den oprindelige kirke, der lå på samme sted, stammede fra 1100-tallet. Fra den gamle kirke har man genbrugt mange af byggematerialerne, lige som man har beholdt alterbordet i form af en granitplade på en stensokkel. Af andet inventar fra den gamle kirke kan nævnes døbefonten, prædikestolen fra 1603 og to bronzestager fra 1637. Kirken er løbende restaureret, men gennemgik en større forbedringsproces i 1995 med blandt andet anlæggelse af nyt gulv og gulvvarme samt renovering af prædikestolen og alteret. Orglet er fra 1997 og har 17 stemmer.